# Transgranični park Veliki Limpopo
Transgranični park Veliki Limpopo je mirovni park površine 35,000 km², koji je u procesu formiranja. On će da povezuje Nacionalni park Limpopo (ranije poznat kao Kutada 16) u Mozambiku, Nacionalni park Kruger u Južnoj Africi, Nacionalni park Gonarezu, rezervat Pan Manjinji i safarsku oblast Malipati u Zimbabveu, kao i područje između Krugera i Gonareza, Sengve komunalno zemljište u Zimbabveu i regionu Makuleke u Južnoj Africi.

## Istorija
Memorandum o razumevanju za stvaranje mirovnog parka potpisan je 10. novembra 2000. godine kao Prekogranični park Gaza-Kruger-Gonarezu. U oktobru 2001. godine naziv je promenjen u Veliki prekogranični park Limpopo. Do 5. kongresa svetskih parkova održanog u Durbanu u Južnoj Africi 2003. godine, sporazum nije ratifikovan u Mozambiku i Zimbabveu.
Ograde između parkova počele su da se spuštaju omogućavajući životinjama da pređu na svoje stare migracione puteve koji su ranije bili blokirani zbog političkih granica. Dana 4. oktobra 2001, prvih 40 (uključujući 3 rasplodna stada) od planiranih 1000 slonova premešteno je iz prenaseljenog Nacionalnog parka Kruger u ratom opustošeni Nacionalni park Limpopo. Bilo je potrebno 2½ godine da se završi translokacija.
Nova granična postava Girijondo između Južne Afrike i Mozambika započela je u martu 2004. godine. Postoje novi planovi koji bi trebalo da povećaju veličinu parka na 99,800 km² (36,000 sq. mi.).

## Sadržaj parka
- Transgranični park Veliki Limpopo
  - Nacionalni park Kruger oko 18.989 km² (uključujući privatne farme divljači koje su potpisnice Velikog Limpopo sporazuma o prekograničnoj saradnji (GLTFCA), npr. Rezervat divljači Mjejane[1][2])
  - Makuleke region, takođe pogledajte: Makuleke (pleme), i Makuleke oko 240 km²
  - Limpopo nacionalni park (Mozambik) oko 10,000 km²
  - Banhin nacionalni park (Mozambik) oko 7,000 km²
  - Zinave nacionalni park (Mozambik) oko 6,000 km²
  - Maputo slonovski rezervat (Mozambik) oko 700 km²
  - Gonarezu nacionalni park (Zimbabve) oko 5,053 km²
  - Manjinji Pan rezervat (Zimbabve)
  - Malipati safarska oblast (Zimbabve)
  - Sengve safarska oblast (Zimbabve)

## Galerija
- Slon prelazi put u nacionalnom parku Kruger.
- Ptica (pogledajte pažljivo) jaše žirafu u nacionalnom parku Kruger.
- Dve lavice se odmaraju nakon neuspešnog lova u nacionalnom parku Kruger
- Duboki kanjon reke Levubu u klisuri Lanersko u Makulekeu

## Fauna
Ovaj park obuhvata čitav niz divljih životinja, uključujući sisare poput slona, južnog belog nosoroga, žirafe, plavog gnua, leoparda, lava, geparda, mungosa i pegavu hijenu.
Od 2005. godine, zaštićeno područje se smatra jedinicom za zaštitu lavova.

## Literatura
- Rob East, ур. (1989). „Chapter 10: South Africa”. Antelopes: Southern and South-Central Africa Pt. 2: Global Survey and Regional Action Plans. International Union for Conservation of Nature and Natural Resources, roughly the Size of Wales. Antelope Specialist Group. стр. 60. ISBN 978-2-88032-970-9.
- Merriam Webster's Collegiate Encyclopedia. Merriam-Webster. јануар 2001. стр. 902. ISBN 978-0-87779-017-4.
- „The Official SADC Trade, Industry and Investment Review 2006” (PDF). Southern African Development Community. 2006. стр. 217. Приступљено 23. 7. 2011.
- Modise, Albi (2015-05-24). „Foreign visitor numbers to Kruger National Park on the rise in 2014/2015 financial year”. South African Dept. of Environmental Affairs. Архивирано из оригинала 14. 07. 2019. г. Приступљено 2020-01-06.
- „UNESCO - MAB Biosphere Reserves Directory”. www.unesco.org.
- Stevenson-Hamilton, James (1939). South African Eden. London.
- Kruger National Park Архивирано 31 октобар 2008 на сајту , Lonely Planet
- Foxcroft, Llewellyn C.; Richardson, DM; Wilson, JR (2008). „Ornamental Plants as Invasive Aliens: Problems and Solutions in Kruger National Park, South Africa”. Environmental Management. 41 (1): 32—51. Bibcode:2008EnMan..41...32F. PMID 17943344. doi:10.1007/s00267-007-9027-9.
- McNeely, Jeffrey A., International Union for Conservation of Nature and Natural Resources, 2001, The Great Reshuffling, IUCN,  2-8317-0602-5
- Kruger National Park Архивирано 31 октобар 2008 на сајту , Lonely Planet,
- Steenkamp, C. (2000). „The Makuleke Land Claim” (PDF). IIED Evaluating Eden Programme. Архивирано из оригинала (PDF) 22. 7. 2011. г.
- Kruger National Park (2007). „Kruger History”. Приступљено 2007-08-04.
- „COMMISSION ON THE RESTITUTION OF LAND RIGHTS MEDIA STATEMENT ON A CLAIM BY THE MAKULEKE TRIBE ON A PORTION OF THE KRUGER NATIONAL PARK AND OTHER AREAS”. South African Commission on Restitution of Land Rights. 6. 8. 1996. Архивирано из оригинала 4. 6. 2011. г. Приступљено 9. 12. 2009.
- Siyabona Africa (2007). „Pafuri Camp”. Kruger Park. Архивирано из оригинала 2007-02-14. г.
- Siyabona Africa (2007). „Outpost”. Kruger Park.
- „Radisson Blu Safari Resort Kruger National Park” (PDF). www.sanparks.org. Приступљено 23. 7. 2018.
- „Radisson Blu Safari Resort Kruger Park”. south-african-lodges.com. Приступљено 23. 7. 2018.
- Lombard Steyn, Louzel (21. 2. 2017). „New R269.5m Skukuza Safari Lodge to open in Kruger in 2018”. traveller24.com. Архивирано из оригинала 23. 07. 2018. г. Приступљено 23. 7. 2018.
- „South African National Parks - SANParks - Official Website - Accommodation, Activities, Prices, Reservations”. www.sanparks.org (на језику: енглески). Приступљено 2020-07-12.
- „Kruger Statistics & Animal Numbers » Big 5, Kruger National Park » Dreamfields Guesthouse”. dreamfieldsguesthouse.com (на језику: енглески). Архивирано из оригинала 05. 10. 2017. г. Приступљено 2017-10-05.
- „Kruger National Park: Biodiversity Statistics”. www.sanparks.org (на језику: енглески). Архивирано из оригинала 03. 08. 2020. г. Приступљено 2019-11-09.
- „Response from SANParks to Misleading Reports and Claims about Rhino Sales and Hunting in National Parks”. 2009-07-15. Архивирано из оригинала 21. 1. 2010. г. Приступљено 2009-10-16.
- Engelbrecht, Derek. „Kruger National Park's Big 6 Birds”. Birders. Sanparks. Приступљено 9. 1. 2013.
- Murgatroyd, Dr. Megan (19. 8. 2020). „Bird’s Eye View in Kruger National Park”. HawkWatchInternational. hawkwatch.org. Архивирано из оригинала 11. 04. 2021. г. Приступљено 27. 8. 2020.
- Jackson, Neels (27. 12. 2012). „Wildtuin help sy bromvoëls só”. Beeld. Архивирано из оригинала 16. 5. 2013. г. Приступљено 9. 1. 2013.
- Barends, Jody M.; Pietersen, Darren W.; Zambatis, Guinevere; Tye, Donovan R.C.; Maritz, Bryan (11. 5. 2020). „Sampling bias in reptile occurrence data for the Kruger National Park”. Koedoe. 62 (1). doi:10.4102/koedoe.v62i1.1579 .
- Williams, Mark C. „Checklist of the butterflies and skippers of the Kruger National Park” (PDF). sanparks.org. Приступљено 20. 11. 2018.
- Otto, Herbert. „Butterflies of the KNP”. krugerpark.co.za. Приступљено 19. 1. 2019.
- Kloppers, Johan; Van Son, G. (1978). Butterflies of the Kruger National Park. Pretoria: Board of Curators for National Parks. стр. 79—84. ISBN 0-86953-021-6.
- „Mopane Worm Harvest”. krugerpark.co.za. Приступљено 21. 1. 2019.
- Maota, Ray (2010-12-20). „Mopane worms to alleviate hunger”. brandsouthafrica.com. Архивирано из оригинала 03. 08. 2020. г. Приступљено 21. 1. 2019.
- Masuku, Dumisile (2012-12-17). „Mopani worms harvested in KNP”. News24. Архивирано из оригинала 18. 04. 2019. г. Приступљено 21. 1. 2019.
- Meyer, Victor W.; Braack, L.E.O.; Biggs, H.C.; Ebersohn, Colleen (март 1999). „Distribution and density of termite mounds in the northern Kruger National Park, with specific reference to those constructed by Macrotermes Holmgren (Isoptera: Termitidae)”. African Entomology. 7 (1): 123—130. Приступљено 20. 11. 2018.
- Taiti, Stefano (2018). „A new termitophilous species of Armadillidae from South Africa (Isopoda: Oniscidea)”. Onychium. 14: 9—15. Приступљено 15. 9. 2019.
- Munhenga, Givemore; Brooke, Basil D; Spillings, Belinda; Essop, Leyya; Hunt, Richard H; Midzi, Stephen; Govender, Danny; Braack, Leo; Koekemoer, Lizette L (2014). „Field study site selection, species abundance and monthly distribution of anopheline mosquitoes in the northern Kruger National Park, South Africa”. Malaria Journal. 13 (1): 27. PMC 3925985 . PMID 24460920. doi:10.1186/1475-2875-13-27.
- „Kruger Park Times | New Baboon Spider Discovered | Online News Publication...”. www.krugerpark.co.za.

## Spoljašnje veze
22° 26′ S 31° 22′ E / 22.433° Ј; 31.367° И